# Florence Rousseau
Florence Rousseau (1974) es una botánica, algóloga, conservadora, profesora, taxónoma, y exploradora francesa.

## Carrera
Desarrolla actividades académicas y científicas en el Departamento Sistemática y Evolución, en la Universidad Pierre y Marie Curie.

### Experiencia de campo y expediciones oceanográficas
- 2005: Vanuatu (BOA1)
- 2010: Madagascar ("Atimo Vitae")
- 2012: Guadalupe ("Karu bentos")
- 2008-2010: Europa: canal de la Mancha, costa atlántica y mediterránea de Francia.[1]

## Algunas publicaciones
- n.e. Schultz, c.e. Lane, l. Le Gall, d. Gey, a.r. Bigney, b. Reviers, f. Rousseau, c.w. Schneider. 2016. A barcode analysis of the genus Lobophora (Dictyotales, Phaeophyceae) in the western Atlantic Ocean with four novel species and the epitypification of L. variegata (J.V. Lamouroux) E.C. Oliviera. European J. of Phycology.
- l. Le Gall, v. Peña, d. Gey, a. Manghisi, b. Dennetière, b. De Reviers, f. Rousseau. 2015. A new species of Stenogramma was uncovered Indian Ocean during the expedition Atimo Vatae: Stenogramma lamyi sp. nov. Cryptogamie, Algologie 36 (2): 189–198 resumen y bibliografía
- v. Peña, f. Rousseau, b. Reviers, l. Le Gall. 2014. First assessment of the coralline algal diversity of the Caribbean maerl beds of Guadeloupe using DNA barcode. Phytotaxa 190 (1): 190-215
- t. Silberfeld, f. Rousseau, b. Reviers. 2014. An updated classification of brown algae (Ochrophyta, Phaeophyceae). Cryptogamie, Algologie 35 (2): 117-156.
- m. Machín-Sánchez, l. Le Gall, a.i. Neto, f. Rousseau, v. Cassano, a. Sentíes, m.t. Fujii, j. Díaz-Larrea, w.f. Prud’Homme, c. Bonillo, m.c. Gil-Rodríguez. 2014. A combined barcode and morphological approach to the systematics and biogeography of Laurencia pyramidalis and Laurenciella marilzae (Rhodophyta). European J. of Phycology 49: 115-127.
- t. Silberfeld, l. Bittner, c. Fernández-García, c. Cruaud, f. Rousseau, b. de Reviers, f. Leliaert, c.e. Payri, o. De Clerck. 2013. Species diversity, phylogeny and large scale biogeographical patterns of the genus Padina (Phaeophyceae, Dictyotales). J. of Phycology 49: 130-142.
- ---------------, l.p. Racault, r.l. Fletcher, a. Couloux, f. Rousseau, b. De Reviers. 2011. Systematics and evolutionary history of pyrenoid-bearing taxa in brown algae (Phaeophyceae). European J. of Phycology 46: 361-377.
- s. Draisma, e. Ballesteros, f. Rousseau, t. Thibaut. 2010. DNA sequence data demonstrate the polyphyly of the genus Cystoseira and other Sargassaceae genera (Phaeophyceae). J. of Phycology 46: 1329-1345.
- t. Silberfeld, j.w. Leigh, h. Verbruggen, c. Cruaud, b. de Reviers, f. Rousseau. 2010. A multi-locus time-calibrated phylogeny of the brown algae (Heterokonta, Ochrophyta, Phaeophyceae) : Investigating the evolutionary nature of the ‘‘brown algal crown radiation”. Molecular Phylogenetics & Evolution 56: 659-674.
- s. Thomazeau, a. Houdan-Fourmont, a. Couté, c. Duval, a. Couloux, f. Rousseau, c. Bernard. 2010. The contribution of sub-Saharan African strains to the phylogeny of cyanobacteria : focussing on the Nostocaceae family (Nostocales order, Cyanobacteria). J. of Phycology 46: 564-579.

### Capítulos de libros
- 2014. Syllabus of Plant Families, Adolf Engler’s Syllabus der Pflanzenfamilien. Editora W. Frey. 13.ª ed.
  - b. de Reviers, f. Rousseau, s.g.a. Draisma. - 19. Class Phaeophyceae Kjellman, cap. 14, p. 139-176.
- 2007. Unravelling the algae: the past, present, and future of algal systematics. Systematics Association Special. Editores Juliet Brodie, Jane Lewis, ed. ilustrada de CRC Press, 402 p. ISBN 0849379903, ISBN 9780849379901
  - b. de Reviers, f. Rousseau, s.g.a. Draisma. Classification of Phaephyceae, cap. XIV. 267-284.